# 謝爾曼鎮區 (堪薩斯州萊文沃思縣)
謝爾曼鎮區（英語：Sherman Township）為美國堪薩斯州萊文沃思縣轄下的鎮區。2010年美国人口普查中該鎮區人口有2,635人。

## 地理
謝爾曼鎮區涵蓋總面積為110.72平方（42.75平方英里），其中106.85平方（41.26平方英里）為陸地，3.87平方（1.49平方英里）或3.49%為水域。海拔高度290（950英尺）。

## 人口統計
根據2010年美國人口普查，謝爾曼鎮區人口有2,635人，住房1,026戶，人口密度為23.8人/每平方公里。此鎮區居民之種族中，白人有2,487人，非裔美國人有22人，美洲原住民有11人，亞裔美國人有15人，太平洋島裔美國人有0人，其他種族有49人，混血種族則有51人。此外此鎮區有128人為西班牙裔或拉丁裔美國人。

## 交通

### 主要公路
- 70號州際公路
- 32號堪薩斯州州道